# Hermann Engelhardt (Paläontologe)
Hermann Engelhardt (* 10. März 1839 in Oberhohndorf; † 24. Januar 1918 in Dresden) war ein deutscher Lehrer und Paläobotaniker. Sein offizielles botanisches Autorenkürzel lautet „Engelh.“
Hermann Engelhardt stammte aus einer Bergmannsfamilie und war der Sohn eines Markscheiders und Schichtmeisters im Bergbau. Er war zunächst als Hauslehrer in Nossen und auf dem Rittergut Crossen tätig und bildete sich dabei unter dem Einfluss von Friedrich Albert Fallou in Geologie und Paläontologie weiter. 1861 wurde er Lehrer für Naturwissenschaften am Seminar in Dresden-Friedrichstadt und ab 1869 war er Oberlehrer an der Realschule in Dresden-Neustadt, an der er bis zu seiner Pensionierung blieb und an deren Entwicklung zum Reform-Realgymnasium (Dreikönigschule) er mitwirkte.
Ab etwa 1870 befasste er sich mit Paläobotanik und beteiligte sich auf Anregung von Hanns Bruno Geinitz 1870 an einer Preisaufgabe der Fürstlich Jablonowskischen Gesellschaft in Leipzig über die tertiäre Flora der sächsischen Braunkohle, die er gewann. Es folgten Arbeiten über die Flora des Tertiär in Böhmen, der Steiermark, Bosnien-Herzegowina, Ägypten, Sardinien, Kleinasien, Chile und Westdeutschland (zum Beispiel Himmelsberg bei Fulda, Grube Messel bei Darmstadt, Maintal). Die Abbildungen zu seinen Publikationen zeichnete er selbst.
Eine intensive Zusammenarbeit pflegte er mit der bosnisch-hercegovinischen geologischen Landesanstalt und dem Landesmuseum in Sarajevo. Von seinen bosnischen Arbeitspartnern erhielt Engelhardt zahlreiche fossile Fundstücke zur Beurteilung und wissenschaftlichen Beschreibung zugesandt. Aus diesen Arbeiten gingen Fachartikel beispielsweise im Glasnik zemaljskog muzeja za Bosnu i Herzegovinu (kurz: Glasnik) und den Wissenschaftlichen Mittheilungen aus Bosnien und der Hercegovina hervor, die als wichtige Beiträge zum geologischen Aufbau des Landes internationale Anerkennung fanden. Eine postume Würdigung seines Schaffens für die paläontologische Forschung in Bosnien-Herzegovina wurde im Glasnik (XXX., 1918, S. 333) veröffentlicht.
Im Jahr 1881 wurde er zum Mitglied der Deutschen Akademie der Naturforscher Leopoldina gewählt. Ab 1865 war er Mitglied der Naturwissenschaftlichen Gesellschaft Isis in Dresden, deren 1. Vorsitzender er von 1884 bis 1897 war.